# 黑茲利特山
72°6′S 167°35′E / 72.100°S 167.583°E
黑茲利特山（英語：Mount Hazlett），是南極洲的山峰，位於維多利亞地的博克格雷溫克海岸，屬於勝利山脈的一部分，海拔高度2,080米，最終注入塔克冰川，美國地質調查局根據測量和該國海軍的空中照片繪入地圖，現時由南極條約體系管理。